# Luitpoldings
La dinastia Luitpoldinga o dels Luitpoldings (Luitpoldinger) fou una nissaga nobiliària que va governar Baviera al començament de l'Edat Mitjana (segle ix), en els períodes 895-947 i 983-985. El fundador de la dinastia va ser Luitpold de Baviera, marcgravi de la marca de Caríntia, que va morir el 907. Els seus fills i nets van ser ducs de Baviera.

## Fundació
Segons la tradició, la dinastia Luitpoldinga té el seu origen en l'alta Edat Mitjana en la família Huosi i és una de les més antigues de Baviera, estant, probablement emparentada amb la dinastia carolíngia. Alguns historiadors sostenen que Litswinda o Litsuinda, mare de l'emperador Arnulf de Caríntia, va ser concubina del rei alemany Carlomán. No obstant això, no hi ha proves documentals del parentiu dels Luitpoldings amb els carolingis. Sabem només que el 893 l'emperador Arnulf de Caríntia, va lliurar les terres de Caríntia i l'Alta Panònia (modernes Àustria occidental i Hongria) a Luitpold. A la ciutat de Ratisbona, el 895, Luitpold també va rebre el territori de la vall del Danubi i Nordgau (modern Alt Palatinado). D'aquesta manera es va formar a Alemanya una base territorial consistent, la Marca de Baviera. Igual que altres governadors fronterers de marques de l'imperi, Luitpold va lluitar constantment amb els pobles veïns (eslaus i magiars) i va morir a la Batalla de Presburg, ara Bratislava, el 907.

## Successors
Amb els successors de Luitpold (Arnulf, Eberard i Bertold) Baviera es va transformar en ducat i es va convertir en un dels cinc grans principats de l'Imperi, els anomenats «ducats tribals», formats sobre la base cadascun d'una tribu germànica. Arnulf II de Baviera, anomenat el Dolent, es va convertir pràcticament en independent del rei governant d'Alemanya; elegia i nomenava els seus propis bisbes per sotmetre'ls a la propietat de les terres i era el líder de la política exterior. A diferència dels reis d'Alemanya, que van lluitar constantment amb els hongaresos, Arnulf II de Baviera va arribar a concloure en una pau amb els hongaresos, per protegir la seva propietat en detriment de l'imperi. Però l'arribada arribar al poder a Alemanya la dinastia saxona, dirigida pels poderosos Enric I l'Ocellaire i Otó I d'Alemanya, conegut com el Gran, va conduir a un debilitament de l'autonomia de Baviera i el progressiu submissió a l'autoritat central. El 947 el fill i hereu de Bertold, el duc de Baviera Enric el Jove, va ser retirat del tron, que va ser assignat a Enric I, germà d'Otó I d'Alemanya.

## Lluita entre les dinasties Saxona i Luitpoldinga
La transferència de Baviera a representants de la dinastia saxona va donar lloc a un prolongat conflicte entre luitpoldings i luidolfings (nom alternatiu de la dinastia de Saxònia, per la seva descendència del saxó Liudolf). Després de la pèrdua de Baviera, Enric el Jove encara conservava algunes de les seves possessions a Caríntia, cosa que li va permetre mantenir la seva posició a l'imperi. El conflicte per Baviera amb la línia luidolfinga dels emperadors del Sacre Imperi Romà va acabar amb la partició del ducat de Baviera el 976: van ser separats del ducat totes les regions orientals i del sud (marca de Verona) i que es va constituir dues noves marques: la marca Oriental de Baviera (el que arribaria a ser a grans trets l'actual Àustria) al nord, i el Ducat de Caríntia (del que dependria la Marca de Verona, dita sovint de Friül) a les terres frontereres. Enric el Jove es va convertir en primer duc de Caríntia. Aviat, però, Enric el Jove va intervenir en la lluita de l'ex duc de Baviera Entic II el Barallós contra l'emperador Otó II (l'anomenada guerra dels tres Enrics), va ser derrotat i va perdre Caríntia (978). Però posteriorment l'any 983 va aconseguir el retorn al tron de Baviera. El 985 però Baviera va caure en mans d'Enric el Barallós (985) i Enric va rebre llavors el ducat de Caríntia per segona vegada, i es va ratificar la divisió dels ducats de Baviera i Caríntia, aquesta vegada de forma definitiva. Enric el Jove es pot dir que fou qui va establir les bases de l'estat carinti.

## Governants de la dinastia

### Marcgravis de Caríntia
- Luitpold de Baviera, 893-907.

### Marcgravis de Baviera
- Luitpold de Baviera, 889-907.

### Ducs de Baviera
- Arnulf II de Baviera, 907-937;
- Eberard, 937-938;
- Bertold, 938-947;
- Enric el Jove, 983 - 985